# وسائل الإعلام في كوريا الشمالية
تعد وسائل الإعلام الجماهيرية في كوريا الشمالية من بين أكثر وسائل الإعلام رقابة في العالم. ومع أن دستور هذه الدولة ينص اسمياً على حرية التعبير والصحافة، ومع ذلك، فإن الحكومة تتجاهل بشكل روتيني هذه الحقوق وتسعى إلى قولبة المعلومات من مصدرها. ومن الأمثلة النموذجية على ذلك وفاة كيم جونغ إيل التي لم يُكشف عن أخبارها إلا بعد يومين من وقوعها.
لقد اتبع كيم جونغ أون الذي حل محل والده كقائد إلى حدٍ كبير خطى كل من جده كيم إيل سونغ، ووالده. ومع ذلك، توفر التقنيات الجديدة بحرية أكبر في البلاد، وتقوم وسائل الإعلام التي تديرها الدولة بإنشاء مواقع ويب، بينما تصاعدت ملكية الهواتف المحمولة في البلاد بسرعة. قال كانغ شين سام، الخبير في التكنولوجيا الكورية الشمالية والرئيس المشارك لمنظمة التضامن الدولي لحرية المعلومات في كوريا الشمالية، وهي منظمة غير ربحية ومقرها في كوريا الجنوبية: "لا توجد دولة تحتكر وتتحكم بنجاح في الإنترنت والمعلومات كما تفعل كوريا الشمالية".
يوجد في كوريا الشمالية الآن حوالي أربعة ملايين مشترك في خدمة الهاتف المحمول، أي ما يقرب من سدس السكان وأربعة أضعاف العدد في عام 2012، وفقًا لتقدير كيم يون هو، الباحث الأول في كلية الدراسات الدولية المتقدمة بجامعة جونز هوبكنز. وتضع منظمة مراسلون بلا حدود كوريا الشمالية باستمرار في أسفل مؤشر حرية الصحافة السنوي أو بالقرب من ذلك، منذ إصدار المؤشر لأول مرة في عام 2002. وأحدث تقرير نُشر في عام 2020 يضع كوريا الشمالية في المرتبة 180 أسفل تركمانستان مباشرة، وهو أدنى مستوى ممكن. ووكالات الأنباء الحكومية هي المنافذ الوحيدة في كوريا الشمالية.

## حرية الصحافة
تحمي المادة 67 من دستور كوريا الشمالية حرية التعبير وحرية الصحافة. لكن من الناحية العملية، تخضع الصحافة لرقابة مشددة من قبل الدولة، ولا تسمح الحكومة إلا بالتعبير الذي يدعمها وحزب العمال الكوري الحاكم.
اعتبارًا من 2020، تحتل كوريا الشمالية المركز الأخير في مؤشر حرية الصحافة السنوي لمنظمة مراسلون بلا حدود. وينص كتاب الراحل كيم جونغ إيل، المعلم العظيم للصحافيين، على أن "الصحف تحمل مقالات تحترم الرئيس بلا كلل، وتعشقه وتثني عليه كقائد ثوري عظيم". وغالبًا ما تكون التقارير الإعلامية في كوريا الشمالية أحادية الجانب ومبالغ فيها، وتلعب "دورًا ضئيلًا أو معدومًا في جمع ونشر معلومات حيوية صحيحة للحقائق" وتوفر دعاية للنظام.
جميع الصحفيين الكوريين الشماليين أعضاء في حزب العمال. يجب ألا يثبت المرشحون لمدرسة الصحافة أنهم نظيفون أيديولوجيًا فحسب، بل يجب أن يأتوا أيضًا من عائلات موثوقة سياسياً. والصحفيون الذين لا يلتزمون بالقوانين الصارمة يواجهون عقوبة الأشغال الشاقة أو السجن، أو حتى الإعدام في بعض الأحيان، وذلك بسبب حتى أصغر الأخطاء المطبعية. لا يسمح إلا بالأخبار التي تحابي النظام، بينما لا يسمح بالأنباء التي تغطي المشاكل الاقتصادية والسياسية في البلاد، أو انتقاد النظام من الخارج. ولا يُسمح لوسائل الإعلام المحلية والسكان أنفسهم بنقل أو قراءة القصص من قبل وسائل الإعلام الأجنبية ويمكن أن يعاقبوا على فعل ذلك.

## تقديس الأشخاص

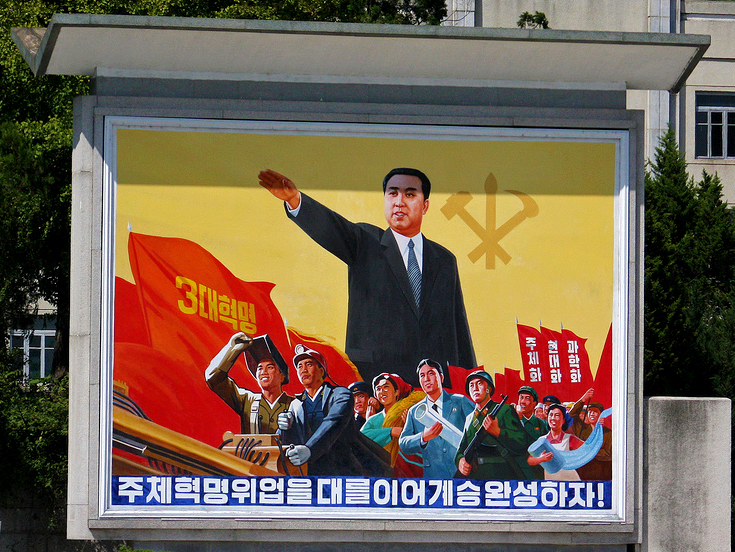
تحافظ وسائل الإعلام على تقديس شخصيات عائلة كيم، بما في ذلك كيم إيل سونغ

لطالما دعمت وسائل الإعلام تقديس شخصيات عائلة كيم منذ تشكيل البلاد. وكثيرًا ما كانت تتحدث عن أنشطة الزعيم الراحل كيم جونغ إيل، وتبلغ بانتظام عن أنشطته اليومية، بما في ذلك "الصلاة" للزعيم المؤسس كيم إيل سونغ.
في السابق، كانت وسائل الإعلام تشير إلى كيم جونغ إيل على أنه "القائد العزيز" على الرغم من إسقاط ذلك في عام 2004. ومع ذلك، في يناير 1981، خلال الأشهر القليلة الأولى من دخول كيم جونغ إل إلى السياسة، كشفت دراسة استقصائية عن مخاوف اقتصادية في وسائل الإعلام، بدلاً من دعم التقديس — 60 ٪ إلى 70 ٪ من التغطية الإعلامية ركزت على الاقتصاد في يناير في ذلك العام، وبين يناير وسبتمبر، أشارت 54٪ من المقالات الافتتاحية في صحيفة Rodong Sinmun أيضًا إلى المشاكل الاقتصادية، و20٪ فقط عن السياسة، و10٪ حول إعادة التوحيد و4٪ حول الشؤون الخارجية.
كل المؤشرات تدل على أن هذا استمر تحت حكم الزعيم الثالث والحالي للبلاد، كيم جونغ أون. بعد وفاة والده بفترة وجيزة، نال لقب "الخليفة العظيم". وما يقرب من 90٪ من وقت البث في نشرات الأخبار الدولية في كوريا الشمالية عبارة عن دعاية يتم إنفاقها على وصف نشر أعمال كيم جونغ إيل وإظهار مجموعات دراسية مختلفة في دول أجنبية، من أجل تضليل الجمهور الكوري الشمالي فيما يتعلق بتصورات العالم الخارجي عن الدولة. وعندما زار كيم جونغ إيل روسيا في أغسطس 2001، أفادت وسائل الإعلام الرسمية في كوريا الديمقراطية أن الروس كانوا "مذهولين" من اللقاء، معتبرين قدرة كيم جونغ إيل على "إيقاف المطر وجعل الشمس تشرق".

## التغطية المحلية والدولية

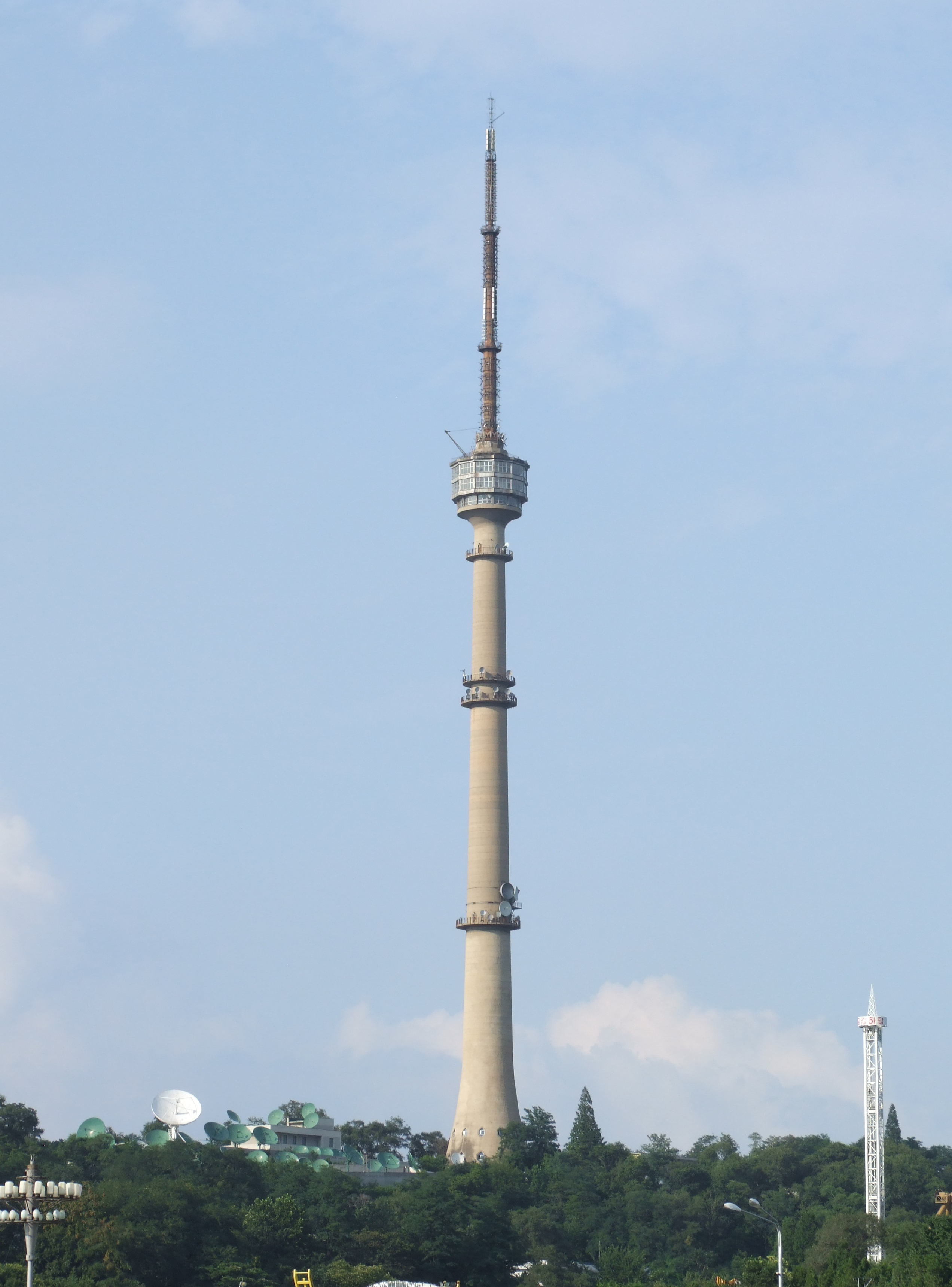
برج تلفزيون بيونغ يانغ

تُستخدم وسائل الإعلام للترويج للأجندات المحلية والدولية المتضاربة. قيل إن كيم إيل سونغ يعترف بقدرته على التأثير على الكوريين الشماليين وإرباك العالم الخارجي. في كثير من الأحيان، يتم إصدار الأخبار إلى المجتمع الدولي وحجبها عن السكان المحليين في كوريا الشمالية، ويتم إصدار الأخبار الأخرى محليًا ولكن ليس دوليًا.
على الرغم من تقديم بعض التغطية الإخبارية الدولية في وسائل الإعلام في كوريا الديمقراطية، إلا أنه يتم تجاهل الكثير، ويذكر بإيجاز شديد، أو يتم الإعلان عنه بعد عدة أيام من الحدث، كما كان الحال مع كارثة ريونغشون في عام 2004. والتقارير معروفة أيضًا بأنها سرية.
التزمت وسائل الإعلام الصمت حيال القضايا المحلية، من خلال عدم نقلها عن الإصلاحات الاقتصادية التي أدخلتها الحكومة مثل زيادة الأجور وأسعار المواد الغذائية، ونادراً ما تذكر كيم جونغ إيل حتى منصبه الحزبي الأول في عام 1980 وإطلاق الصواريخ. القيود المفروضة على نشر المعلومات لا تنطبق فقط على السكان المدنيين ولكن المسؤولين الكوريين الشماليين أنفسهم، اعتمادًا على الترتيب الهرمي.
في المقابل، فإن فكرة إعادة توحيد الكوريتين هي فكرة منتشرة في وسائل الإعلام الكورية الشمالية، كما هو الحال مع "التهديد" شبه الدائم ب "هجوم وشيك" من قبل الدول الأجنبية.
في السنوات الأخيرة، وصفت وسائل الإعلام بالتفصيل عمليات إطلاق الأقمار الصناعية التي أطلقتها البلاد بأنها علامة على "القوة الاقتصادية" لكوريا الديمقراطية. نادراً ما تنشر وسائل الإعلام أخباراً سيئة من البلاد؛ لكن في مناسبة نادرة، اعترفت الصحافة بحدوث مجاعة ونقص في الغذاء في التسعينيات.
الصحافة كان لها دور في دعم المظاهرات المناهضة للحكومة في كوريا الجنوبية؛ ففي أواخر الثمانينيات، أطلقت حملة دعائية تحث الكوريين الجنوبيين على "محاربة" الحكومة "دون تنازلات وتسويات" باستخدام إدعاءات كاذبة لتصوير المظاهرات على أنها تناضل من أجل الشيوعية التي كانت بالأحرى تدعم الديمقراطية الليبرالية. وتواصل دعم الجماعات المناهضة للحكومة في كوريا الجنوبية، نقلاً عن المجتمعات والنقابات ذات الصلة التي تنتقد سياسة الحكومة وتستنكر "حملات القمع" الحكومية، وتدعو إلى حرية التعبير والديمقراطية للمواطنين الكوريين الجنوبيين.
من 1 يناير إلى 22 يونيو 2009، ورد أن وسائل الإعلام الكورية الشمالية انتقدت الرئيس الكوري الجنوبي 1700 مرة — بمعدل 9.9 مرة يوميًا. وخلال حقبة خروتشوف في الاتحاد السوفيتي عندما كانت العلاقات متوترة، وكانت وسائل الإعلام الكورية الشمالية تعيد نشر المقالات التي تنتقد الاتحاد السوفيتي علنًا، والتي غالبًا ما يكتبها مسؤولون كوريون شماليون. ومع ذلك، بمجرد تحسن العلاقات بين كوريا الديمقراطية والاتحاد السوفيتي، لم تعد المقالات تظهر. وفي السنوات التالية، قللت وسائل الإعلام الكورية الشمالية والسوفياتية من أهمية المناسبات السنوية الحساسة.

## الصحف

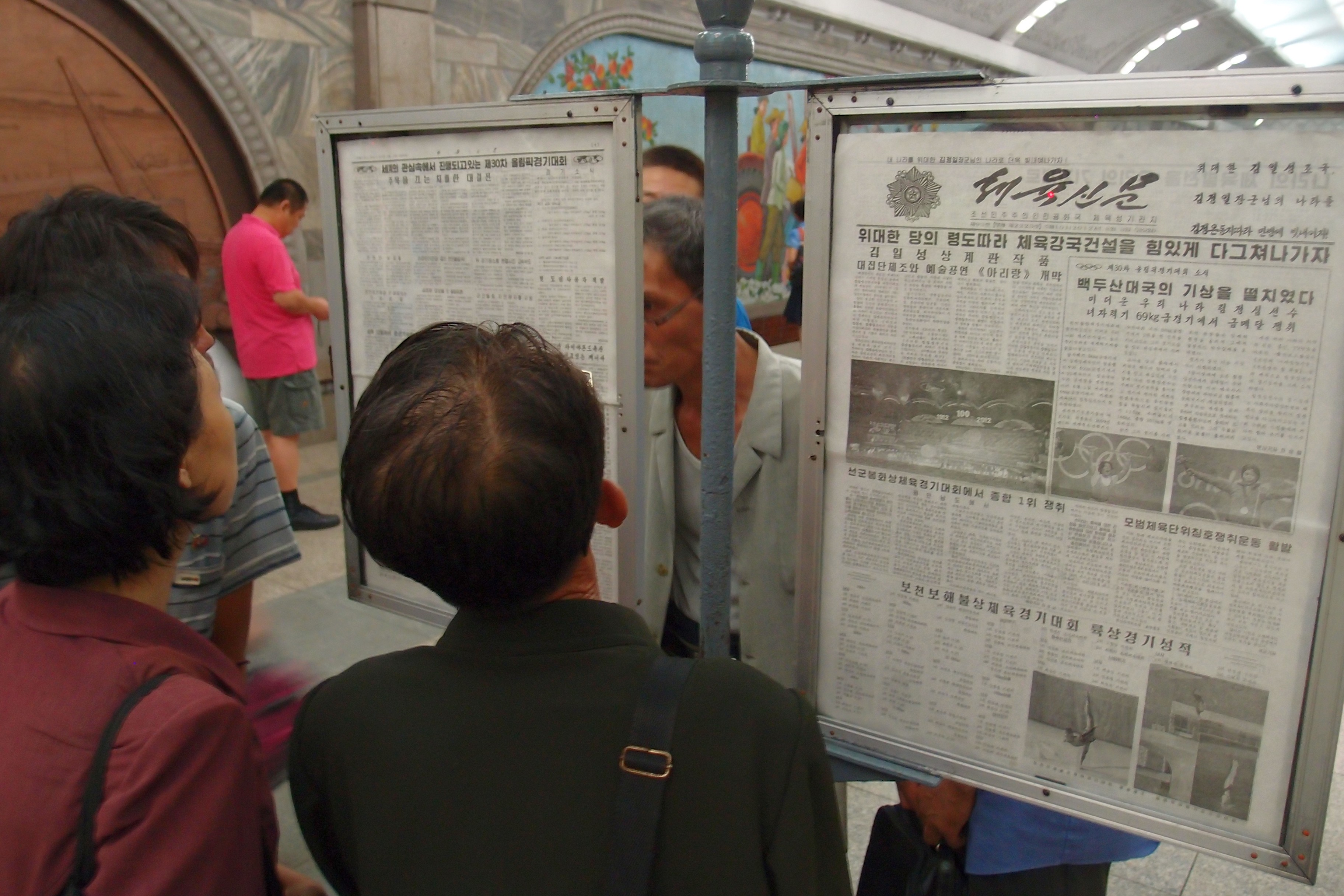
منصة قراءة الصحف العامة في بيونغ يانغ

كوريا الشمالية لديها 12 صحيفة رئيسية و20 دورية رئيسية، كلها منشورة في بيونغ يانغ. والصحف الأجنبية لا تباع في شوارع العاصمة. وفي كل عام، تنشر الصحافة الكورية الشمالية بشكل مشترك افتتاحية بمناسبة العام الجديد، تبثها أيضًا وكالة الأنباء المركزية الكورية، والتي تجذب بانتظام انتباه وسائل الإعلام الدولية.
الصحف تشمل:
- رودونغ سينمون (صحيفة العمل اليومية) - ( اللجنة المركزية لحزب العمال الكردستاني )
- جوسون إنمينغون (صحيفة جيش الشعب الكوري اليومية)
- مينجو شوسون (كوريا الديمقراطية) - جهاز حكومي
- رودونغجا سينمون (جريدة عمالية)
- The Pyongyang Times (باللغة الإنجليزية، نشرت في العاصمة)[38]

تم تدريب العديد من صحفيي الصحف من كوريا الشمالية سرا في الصين لتغطية الأحداث داخل كوريا الشمالية سرا. شهد نوفمبر 2007 أول إصدار لمجلة Rimjingang، التي يتم توزيعها سرا في كوريا الشمالية والدول المجاورة. وتغطي المجلة الوضع الاقتصادي والسياسي في البلاد. كما قدم الصحفيون لقطات لعمليات الإعدام العلنية لوسائل الإعلام الكورية الجنوبية واليابانية.

## الصحافة المصورة
يتم تنظيم الصحافة المصورة بشكل كبير من قبل الحكومة. نظرًا للتدفق المحدود للغاية للمعلومات خارج البلاد، لا يوجد إجماع حول القواعد المعمول بها بالفعل للتحكم في التصوير الصحفي من قبل أعضاء الخدمات الصحفية الأجنبية. توظف وكالة الأنباء الكورية المركزية المملوكة للحكومة العديد من المصورين الصحفيين ومحرري الصور.
يعتقد قادة كوريا الشمالية أن قواعدهم ونظام الرقابة الخاص بهم ضروري من أجل إبقاء الناس تحت السيطرة "لمنع تصاعد الانتقادات ضد الحكومة".

## التلفزيون والراديو
تتم إدارة البث التلفزيوني من قبل لجنة الإذاعة المركزية الكورية (حتى عام 2009 تسمى لجنة الإذاعة والتلفزيون لجمهورية كوريا الشعبية الديمقراطية). يتم توفير أجهزة الراديو والتلفزيون في كوريا الشمالية مضبوطة مسبقًا على المحطات الكورية الشمالية ويجب فحصها وتسجيلها لدى الشرطة، على الرغم من أن بعض الكوريين الشماليين يمتلكون أجهزة راديو صينية يمكنها استقبال محطات أجنبية. ويحظر ضبط البث الأجنبي. هناك أربع محطات تلفزيونية رئيسية: التلفزيون المركزي الكوري، Ryongnamsan TV [조선교육문화텔레비죤] ( Korean Educational and Cultural Network [조선교육문화텔레비죤] سابقًا ) وتلفزيون كايسونج (الذي يستهدف كوريا الجنوبية) Sport Television [朝鲜体育电视台] (منذ 15 أغسطس 2015)
دائمًا ما يكون التلفزيون الرسمي متوقفًا عن البث حتى الساعة 5:00 مساءً، ما عدا عطلات نهاية الأسبوع التي تبدأ في الساعة 6:00 صباحًا، وفي الأحداث الطارئة، الأحداث الحية والأعياد الوطنية.
في أغسطس 2016، قدمت كوريا الشمالية خدمة البث المباشر المعروفة باسم Manbang (بمعنى "في كل مكان" أو "كل اتجاه")، والتي تنقل البث التلفزيوني المباشر (بما في ذلك المحطة التعليمية Mansudae Television )، على- طلب مقاطع فيديو ومقالات صحفية (من جريدة الدولة Rodong Sinmun) عبر الإنترنت. ووصفت قناة KCTV الخدمة بأنها "فترة راحة من التداخل اللاسلكي".
نشرات الأخبار في كوريا الشمالية معروفة بحبها الاستعراضي. كانت قارئة الأخبار الرئيسية في قناة KCTV من 1974 إلى 2012، ري تشون هي، معروفة جيداً بالنبرة المتذبذبة والحيوية التي استخدمتها عند مدح قادة الأمة والنبرة البغيضة التي استخدمتها في التنديد بالدول التي يُنظر إليها على أنها معادية للنظام. لاحظ بعض الصحفيين الكوريين الشماليين الذين انشقوا إلى الجنوب التناقضات مع أسلوب البث الكوري الجنوبي الأكثر حوارية.

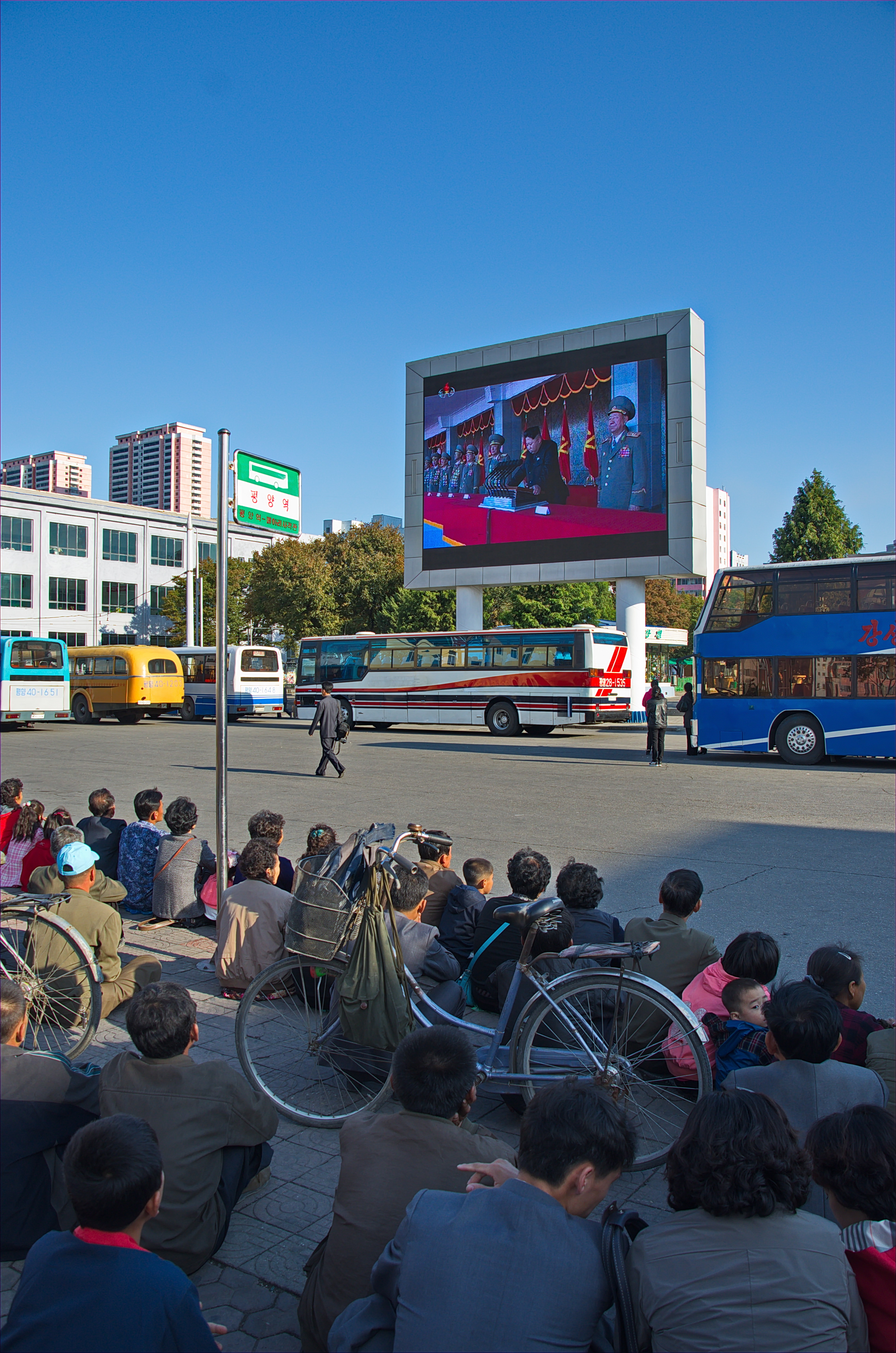
تلفزيون في الهواء الطلق في بيونغ يانغ

تروج جميع وسائل الإعلام المذاعة بطريقة ما لإيديولوجيات النظام ومواقفه، مثل جوتشي، وتدين بانتظام أفعال كوريا الجنوبية واليابان والصين وإسرائيل والولايات المتحدة ودول أخرى. تدين وسائل الإعلام في السنوات الأخيرة الأمم المتحدة، وموقفها ضد البرنامج النووي للبلاد.
وسائل الإعلام بشكل عام بدون إعلانات، على الرغم من أن بعض إعلانات العلامات التجارية المحلية تحدث على تلفزيون Mansudae.
نظرًا للظروف الاقتصادية في البلاد وقصر يوم البث، فإن الراديو هو الوسيلة الأكثر استخدامًا. في عام 2006، كان هناك 16 محطة إذاعية AM و14 FM و11 محطة إذاعية على الموجات القصيرة.
المحطات الإذاعية الرئيسية هي محطة بيونغ يانغ إف إم، صوت كوريا، ومحطة الإذاعة المركزية الكورية. هناك أيضًا محطة دعاية سوداء تسمى Propaganda Radio – والتي تزعم أنها تبث من كوريا الجنوبية. غالبًا ما تتعرض بعض محطات البث الإذاعي الأجنبية التي تستهدف كوريا الشمالية للتشويش، على الرغم من أن هذا قد يختلف. وتصنف السلطات وسائل الإعلام الأجنبية على أنها "أعداء النظام".
لا تتوفر بعض المواد الحساسة سياسياً بشكل خاص إلا من خلال التوصيلات اللاسلكية السلكية. من المحتمل أن يكون النظام قد بني ببنية تحتية مستوردة من الاتحاد السوفيتي الذي كان يشغل نظامًا مشابهًا يعرف باسم radiotochka ("مقبس راديو" باللغة الإنجليزية).
يُعرف الكوريون الشماليون الإرسال اللاسلكي الكبلي باسم " البث الثالث " أو "الشبكة الثالثة". أفادت التقارير أن الشبكة الثالثة اكتملت في عام 1982. بعد إعلان كيم جونغ أون عن نية تحسين "البث السلكي"، شهدت الشبكة الثالثة تركيبًا في وحدات سكنية جديدة، على الرغم من أنه في التسعينيات، تم نهب كابلات التوزيع على ما يبدو من أجل الخردة المعدنية.
على غرار نظام الراديو السوفيتي السوفيتي، فإن أجهزة الراديو عبارة عن جهاز بسيط من الناحية التكنولوجية مع القليل من المكونات الإلكترونية بداخلها إلى جانب مكبر الصوت وملف التحكم في مستوى الصوت، ولا تحتوي على مفتاح "إيقاف التشغيل" ولكن يمكن فصلها.
لا يمكن استقبال البرامج التلفزيونية الكورية الجنوبية في كوريا الشمالية بسبب عدم التوافق بين أنظمة التلفزيون (PAL في كوريا الشمالية وNTSC / ATSC في كوريا الجنوبية) والمجموعات التي يتم ضبطها مسبقًا. ويقال أن المسلسلات والأفلام الكورية الجنوبية وأفلام هوليوود الغربية، حسب منشقين، تنتشر "بمعدل سريع" في جميع أنحاء كوريا الشمالية على الرغم من التهديد بالعقاب؛ اعتبارًا من عام 2011، كانت محركات أقراص فلاش USB تباع بشكل جيد في كوريا الشمالية، وتستخدم في المقام الأول لمشاهدة الأعمال الدرامية والأفلام الكورية الجنوبية على أجهزة الكمبيوتر الشخصية.
تم التقاط البث الكوري الشمالي في كوريا الجنوبية، وتتم مراقبته من قبل وزارة التوحيد في سيول التي تتعامل مع العلاقات عبر الحدود والتبادلات الإعلامية.
الهاربون أيضا يبثون البث التلفزيوني الكوري الشمالي على الإنترنت.

## الإنترنت
يقتصر الوصول إلى الإنترنت في كوريا الشمالية على مقاهي الإنترنت أو الفنادق المخصصة للسياح الأجانب في بيونغ يانغ، ويقتصر على الكوريين الشماليين على المستخدمين الأساسيين مثل الشركات الدولية. يتم توجيه جميع حركة الإنترنت في كوريا الشمالية تقريبًا عبر الصين. لا يتمتع عامة سكان كوريا الشمالية بإمكانية الوصول إلى الإنترنت، ومع ذلك، يمكنهم الوصول إلى Kwangmyong، وهي شبكة إنترانت أنشأتها الحكومة. كوريا الشمالية نفسها لديها وجود محدود على الإنترنت، مع العديد من المواقع على نطاق .kp الوطني الخاص بهم. يحاول نموذج الترشيح " موسكيتو" المستخدم في كوريا الشمالية جذب الاستثمار الأجنبي، بينما يعمل المرشح على منع الأفكار الأجنبية في نفس الوقت.

## ألعاب الفيديو
زادت إمكانية الوصول إلى ألعاب الفيديو خلال أواخر العقد الأول من القرن الحادي والعشرين وعام 2010 حيث بدأت الهواتف المحمولة في دخول سوق كوريا الشمالية، حيث أصبحت الألعاب المحمولة البسيطة المنتجة محليًا أكثر شيوعًا. تم تطوير ألعاب الويب التي طورتها الشركات الكورية الشمالية أيضًا خلال العقد الأول من القرن الحادي والعشرين، وغالبًا مع التركيز على التعليم.
في سبتمبر 2019، أعلنت وسائل الإعلام الحكومية عن إطلاق نظام ألعاب فيديو قائم على الحركة يُسمى Moranbong. يبدو أن النظام يعرض ميزات مشابهة لـ Nintendo Wii وPlayStation Move. يحتوي النظام على عصوتين متشابهتين في المظهر مع وحدات تحكم Wii، وكاشف حركة مشابه في مظهر Kinect، وحصيرة مستندة إلى المستشعر تكتشف الإدخال المستند إلى القدم. النظام عبارة عن نسخة معاد تسميتها بشكل فعال من Subor G80، وهي وحدة تحكم صينية تعمل بنظام التشغيل Android OS .

## الوصول إلى وسائل الإعلام الأجنبية
على الرغم من اللوائح الصارمة للغاية والعقوبات الصارمة، يتمتع الكوريون الشماليون، ولا سيما النخبة بإمكانية وصول متزايدة إلى الأخبار ووسائل الإعلام الأخرى خارج وسائل الإعلام التي تسيطر عليها الدولة والتي تسمح بها الحكومة. في حين أن الوصول إلى الإنترنت يتم التحكم فيه بإحكام، فإن الراديو وأقراص DVD ومحركات أقراص USB هي وسائط شائعة يتم الوصول إليها، وفي المناطق الحدودية، التلفزيون.
تختلف العقوبات حسب مصدر وسائل الإعلام؛ قد يتم معاقبة وسائل الإعلام الكورية الجنوبية بقسوة أكبر من الوصول إلى وسائل الإعلام الصينية. أحد التقديرات هو أن تقريبا. 92٪ من الكوريين الشماليين يصلون إلى وسائل الإعلام الأجنبية مرة واحدة على الأقل في الشهر.

## أنظر أيضا
- الرقابة في كوريا الشمالية
- الدعاية في كوريا الشمالية
- الاتصالات السلكية واللاسلكية في كوريا الشمالية
- تشويش الراديو في كوريا
- وسائل الإعلام من كوريا الجنوبية
- التغطية الاعلامية لكوريا الشمالية